# Elche de la Sierra (kommun)
Elche de la Sierra är en kommun i Spanien.   Den ligger i provinsen Provincia de Albacete och regionen Kastilien-La Mancha, i den sydöstra delen av landet, 260 km sydost om huvudstaden Madrid. Antalet invånare är 3 941.